# Neurobasis longipes
Neurobasis longipes är en trollsländeart som beskrevs av Hagen 1887. Neurobasis longipes ingår i släktet Neurobasis och familjen jungfrusländor. IUCN kategoriserar arten globalt som livskraftig. Inga underarter finns listade i Catalogue of Life.